# Shout (andropの曲)
「Shout」（シャウト）は日本のロック・バンド、andropの5枚目のシングル。2014年8月13日に unBORDE（ワーナーミュージック・ジャパン）より発売された。表題曲はTBS金曜ドラマ『家族狩り』のために主題歌として書き下ろされた。
シングルはグッズ（オリジナル・ピンバッジ）付きの初回限定盤と通常版の2種類で発売された。また、表題曲は同年8月1日よりレコチョクとiTunes Storeで先行配信された。

## 制作
表題曲はドラマの原作である天童荒太の小説『家族狩り』およびドラマ版の脚本を読んだ上で、バンドのフロントマンである内澤崇仁により作詞・作曲された。ドラマのメイン演出担当の坪井敏雄は、ハードな描写を伴うミステリーであり、骨太な人間ドラマでもある作品を映像化するに当たり、主題歌が肝になると考え、撮影の傍ら実際に撮影された映像を示すなどして内澤とテーマなどを話し合い、「この作品のためにあるべき」歌を制作するとの内澤の言葉を受けている。そして作品のテーマである家族の間や、人間の生活の中で巻き起こる「不条理」をテーマとし、それらに対する感情の「叫び」（Shout）を込めた歌詞の楽曲を完成させた。

## 収録曲
| #  | タイトル               | 作詞     | 作曲     |
| -- | ---------------------- | -------- | -------- |
| 1. | 「Shout」              | 内澤崇仁 | 内澤崇仁 |
| 2. | 「Run」                | 内澤崇仁 | 内澤崇仁 |
| 3. | 「Alternative Summer」 | 内澤崇仁 | 内澤崇仁 |

## ミュージック・ビデオ
ミュージック・ビデオは「Boohoo」「Bright Siren」などでもビデオクリップを担当したPARTY NYの川村真司と清水幹太により制作された。影絵を使用したアニメーションやandropの演奏姿のシルエットが、実写による壁や家具などに投影されて展開するストーリー仕立てのものになっている。川村によれば、楽曲の内容を、理想とする形で生きられない人々の心の葛藤による「叫び（Shout）」と解釈し、これを物体が作る影によって表現している。またストーリーには「鳥人間」を登場させ、捕まって動物園に閉じ込められたその主人公が、自らを犠牲にしつつ大切な人と再び自由を手に入れるという物語を描いた。